# Contea di Trayning
La contea di Trayning è una delle 43 local government areas che si trovano nella regione di Wheatbelt, in Australia Occidentale. Si estende su di una superficie di circa 1.651 chilometri quadrati ed ha una popolazione di 396 abitanti.